# Ключ царства небесного
«Ключ царства небесного и нашей христианской духовной власти нерушимый узел» — произведение полемической литературы Речи Посполитой, созданное Герасимом Смотрицким и напечатанное в 1587 году в Острожской типографии.
Книга «Ключ царства небесного» первого ректора Острожской академии Герасима Смотрицкого, отца Мелетия (Смотрицкого), изданная в Остроге в 1587, стала одной из первых полемических трудов православных авторов, с которой началась длительная и упорная словесная борьба с католическими теологами-полемистами.
Поводом для написания произведения стал выход в свет труда польского иезуитского писателя Бенедикта Гербеста «Изложение веры», где тот прославлял историю западной Церкви, показывал божественность духовной власти Папы Римского. Дополнительные аргументы для решительного ответа католическому идеологу предоставляла также практика насильственного внедрения календарной реформы к тому времени уже покойного Папы Римского Григория XIII.
Сколь апологетическим был труд Бенедикта Гербеста, столь же беспощадно сокрушительным стал ответ на него Г. Смотрицкого. Ведущей идеей, вокруг которой строится концепция православного полемиста, становится протестантский тезис — осуждение Папы Римского как «антихриста», а его власть — состоянием «предпекла».
Развивая взгляды протестантов, Г. Смотрицкий беспощадно критикует историю папства в целом и само проявление «сатанинской» власти — календарную реформу Папы Римского Григория XIII. Автор видит в ней причину «великих и дивных разрух», которые неизбежно произойдут уже в ближайшем будущем. Единственным спасением в этой ситуации, согласно Г. Смотрицкого, является верность православной вере, ведь только она одна является ключом к Царству Небесному.